# Stenotabanus blantoni
Stenotabanus blantoni är en tvåvingeart som beskrevs av David Fairchild 1953. Stenotabanus blantoni ingår i släktet Stenotabanus och familjen bromsar. Inga underarter finns listade i Catalogue of Life.